# 푸시파 카말 다할
푸시파 카말 다할(네팔어: पुष्पकमल दाहाल, 1954년 12월 11일 ~ ) 또는 프라찬다(네팔어: प्रचण्ड, IPA: [pɾəʦəɳɖə])는 네팔의 공산주의 혁명가, 초대총리이다. 총리이기 이전엔 공산주의 게릴라 사령관을 맡았다. 현재 네팔의 최대 정당인 네팔 공산당의 수장이다. 1996년부터 약 10년간 네팔 정부와 전쟁(네팔 내전)을 치렀고, 이 기간에는 특유의 활약상으로 인해 '독한놈'이라는 뜻으로 '프라찬다'란 가명이 붙었다. 그 후 2006년에 평화협정을 맺었다. 네팔 신분제를 없애기 위해 정책적으로 큰 노력을 했으나, 신분제 철폐가 의회 표결로 들어가지 못하면서 철폐하진 못했다. 2009년 5월 4일, 육군 참모총장 해임 문제로 대통령 및 야당과의 갈등을 빚자 전격 사임하였다. 2022년부터 2024년까지 다시 총리를 지냈으며, 2024년 7월 15일, 야당 지도자가 되었다.

## 생애

### 1954년 ~ 1991년
1954년 네팔 서부인 디쿠르 포카리 시 카스키 군에서 그는 네팔의 지식인 계층의 가정에서 태어났다. 8남매중 장남으로 1명의 남동생과 6명의 여동생이 있었다.
집안은 지식인 계층이었지만, 부모가 소작농 일을 하면서 생계를 유지했기 때문에 매우 가난했다. 마헨드라 국왕의 강제 이주 정책에 의해 6살 때 현재 네팔의 수도인 카트만두 시의 치트완 군으로 이주되었으며, 그곳에서 대부분의 삶을 지냈다.
그러나, 치트완 군에서의 삶은 여전히 가난했으며, 이러한 곤경 속에서 그의 아버지는 자급자족적 농업을 꾸려서 대가족을 유지하기 위함이라고 그에게 종종 말했다. 지식인계층에 속했던 그의 부모는 장남이었던 카말 다할의 교육에 매우 열성적이었고, 그에게 항상 큰 인물이 되라고 가르쳤다.
유년기 프라찬다의 성격에 대해 같은 친구였던 사람들의 증언을 들어보면, 그는 불의를 참지 못하였고 지식인 계층이었으나 천민, 평민 계층과도 함께 거리낌없이 어울려 지냈다고 한다.(당시 네팔에는 인도의 카스트제도가 존재했다)
그 후, 그는 고등학교에서 이과 과정을 수료, 고등학생 시기일 때 여러 가지 반-왕정 시위대에 합류하여 학생운동에도 참가했었다. 이 시기에 사회주의, 공산주의 사상을 배웠고, 1971년 네팔 공산당에 입당한다. 1976년 그는 네팔 농업-동물이학 대학교에서 농업 학사 학위를 수여받고, 고르카 지방에서 빈곤층을 위해 야학 교사가 되었다. 그는 그곳에서 2년 8개월 간 언어, 농업, 기초과학, 마르크스주의를 가르쳤었다.
1979년 네팔 공산당 치트완도당 위원회의 위원으로 선출되었고, 1981년 네팔 공산당 제4 회의파(후에 급진파로 개칭된다)의 부서기장이 되면서, 본격적으로 네팔 공산당에서 중요 인물로 활동했는데, 1989년 급진파의 서기장이었던 모간 바이디아가 전두지휘한 무장 투쟁이 실패하면서 프라찬다는 새로운 급진파의 서기장이 되었고, 당 권력을 장악하여 1991년 네팔 통일 공산당을 재창당한다.
농업 국가인 네팔에서 정통 마르크스-레닌주의를 사상적 무기로 삼는 게 어렵다고 판단하여 통일 공산당의 이념을 모택동주의 노선으로 변경했으며, 이로 인해 정통 마르크스-레닌주의자들이 탈당하는 사태가 벌어지기도 했다.

### 1992년 ~ 2009년
1995년 네팔 인민해방군을 조직했고, 네팔 공산당의 국방위원장(무장투쟁의 위원장)으로 선출되었다. 1996년 왕정에 대항하는 게릴라 전쟁인 '인민 전쟁'을 네팔 왕정에 선포하고 2월 13일에 경찰서를 습격하면서 봉기를 일으킨다.
오랜 전쟁 끝에 비렌드라전 국왕이 2001년 사망하면서 전세(戰勢)가 네팔 공산당에게 유리하게 흘러갔고, 2001년 중기에 네팔 인민 정부가 수립되었다. 그는 인민 정부의 초대 임시주석이 되었다.
네팔의 정권을 좌익 및 반세계화주의자들이 잡을 것을 염려한 미국과 영국은 2003년 왕당파의 군대를 지원했고, 왕당파는 규모가 커져서, 공산당의 군대가 큰 피해를 받았다. 왕정파가 다시 네팔의 전권을 장악하고, 네팔 공산당은 지하 단체화 되는데, 프라찬다는 이 당시에 일어난 수많은 민주화운동을 지원해주는 방식으로 왕정에 대항했다.
2006년 그가 지원하던 민주화운동 세력이 가넨도라 왕정을 끌어내리면서, 인민전쟁이 종전되었다. 2008년 제헌 의회를 소집하여 왕정 체제를 폐지하고 네팔 공산당은 총 299석의 의석을 얻었다. 프라찬다 자신도 총리에 당선되면서 네팔의 초대 총리가 되었다. 그러나 야당에 마찰을 수시로 빚던 그는, 후에 자진 사퇴를 하게 된다. 그 후, 그는 신분제 유지에 반대한다는 점에서 다른 공산당원들과 뜻이 같았지만, '부르주아 민주제'로 전환하자고 주장했다는 점에서 급진파들은 '프롤레타리아 독재 체제' 구축이 답이라고 반발했다. 이 의견이 크게 먹히지 않으면서, 프라찬다 지지파는 공산당 내에서 그 힘을 잃어갔다. 그러나 아직은 네팔 내에서는 주도적 인물의 자리를 크게 확보하고 있다.